# Aerides falcata
Aerides falcata Lindl. & Paxton, 1851 è una pianta della famiglia delle Orchidacee.

## Descrizione
A. falcata  è un'orchidea epifita di grandi dimensioni, a crescita monopodiale, con stelo eretto che porta foglie spesse, rigide, coriacee,  di forma oblungo-lineare, vagamente glauche in alto, con striature verde scuro e rosse nella pagina inferiore. La fioritura avviene in primavera-estate con infiorescenze a racemo pendenti, che possono essere lasse o densamente fiorite. I fiori, fino a 30 per infiorescenza, sono grandi da 2 a 5 centimetri, cerei e profumati, di colore che dal bianco tende al rosa-viola.

## Distribuzione e habitat
A. falcata  è diffusa nella Cina meridionale, in Myanmar, Thailandia, Laos, Cambogia e Vietnam.
Cresce in foreste di latifoglie semidecidue, dal piano fino a 700 metri sul livello del mare.

## Coltivazione
Questa specie richiede esposizione a mezz'ombra, temperature alte (o al più media) per tutto l'anno e gradisce nebulizzazioni durante la stagione della fioritura.